# Copa América 1995
Copa América 1995 – trzydzieste siódme mistrzostwa kontynentu południowoamerykańskiego, odbyły się w dniach 5 lipca – 23 lipca 1995 roku po raz siódmy w Urugwaju. 
W turnieju zagrało dwanaście zespołów, w tym jak poprzednio drużyny ze strefy CONCACAF – Meksyk i Stany Zjednoczone. Drużyny podzielono na trzy czterozespołowe grupy. Zwycięzcy, drugie drużyny w grupie i dwa najlepsze zespoły z trzecich miejsc w grupach awansowali do ćwierćfinałów. Zwycięzcy ćwierćfinałów awansowali do półfinału, zaś drużyny wygrane z półfinałów awansowały do finału, a przegrane grali w meczu o trzecie miejsce. Wszystkie mecze rozgrywano w Montevideo na stadionie Centenario, w Maldonado na stadionie Campus Municipal, w Rivera na stadionie Atilio Paiva Olivera, w Paysandú na stadionie General Artigas.

## Uczestnicy

### Argentyna
| Nr                                | Zawodnik           | Klub                      |
| --------------------------------- | ------------------ | ------------------------- |
| 1                                 | Hernán Cristante   | CA Platense               |
| 2                                 | Roberto Ayala      | River Plate               |
| 3                                 | José Chamot        | S.S. Lazio                |
| 4                                 | Javier Zanetti     | CA Banfield               |
| 5                                 | Hugo Pérez         | Sporting Gijón            |
| 6                                 | Fernando Cáceres   | Real Saragossa            |
| 7                                 | Abel Balbo         | AS Roma Rzym              |
| 8                                 | Diego Simeone      | Atlético Madryt           |
| 9                                 | Gabriel Batistuta  | ACF Fiorentina            |
| 10                                | Marcelo Gallardo   | River Plate               |
| 11                                | Sergio Berti       | River Plate               |
| 12                                | Carlos Bossio      | Estudiantes La Plata      |
| 13                                | Ricardo Altamirano | River Plate               |
| 14                                | Gabriel Schürrer   | Lanús                     |
| 15                                | Néstor Fabbri      | Boca Juniors              |
| 16                                | Leonardo Astrada   | River Plate               |
| 17                                | Marcelo Escudero   | Newell’s Old Boys Rosario |
| 18                                | Marcelo Espina     | CSD Colo-Colo             |
| 19                                | Ariel Ortega       | River Plate               |
| 20                                | Alberto Acosta     | CD Universidad Católica   |
| 21                                | Juan José Borrelli | Panathinaikos Ateny       |
| 22                                | Germán Burgos      | River Plate               |
| Trener: Daniel Alberto Passarella |                    |                           |

### Boliwia
| Nr                         | Zawodnik               | Klub                      |
| -------------------------- | ---------------------- | ------------------------- |
| 1                          | Carlos Trucco          | Pachuca                   |
| 2                          | Iván Castillo          | Club Bolívar              |
| 3                          | Marco Sandy            | Club Bolívar              |
| 4                          | Miguel Rimba           | Club Bolívar              |
| 5                          | Juan Manuel Peña       | Independiente Santa Fe    |
| 6                          | Luis Cristaldo         | Club Bolívar              |
| 7                          | Demetrio Angola        | Club Jorge Wilstermann    |
| 8                          | José Melgar            | Club Bolívar              |
| 9                          | Guillermo Peña         | Deportivo Tuluá           |
| 10                         | Marco Etcheverry       | América Cali              |
| 11                         | Miguel Mercado         | Club Bolívar              |
| 12                         | Marcelo Torrico        | Club The Strongest        |
| 13                         | Óscar Carmelo Sánchez  | Club The Strongest        |
| 14                         | Mauricio Ramos         | Club Bolívar              |
| 15                         | Gustavo Quinteros      | San Lorenzo de Almagro    |
| 16                         | Juan Carlos Ruiz       | Club Bolívar              |
| 17                         | Juan Suárez            | Guabirá Montero           |
| 18                         | Carlos Borja           | Club Bolívar              |
| 19                         | Robert Arteaga         | Club The Strongest        |
| 20                         | Julio César Baldivieso | Newell’s Old Boys Rosario |
| 21                         | Raúl Medeiros          | BK Häcken                 |
| 22                         | Mauricio Soria         | Club Bolívar              |
| Trener: Juan Antonio López |                        |                           |

### Brazylia
| Nr                               | Zawodnik                                  | Klub                   |
| -------------------------------- | ----------------------------------------- | ---------------------- |
| 1                                | Cláudio André Mergen TAFFAREL             | Clube Atlético Mineiro |
| 2                                | JORGINHO – Jorge José de Amorim Campos    | Kashima Antlers        |
| 3                                | ALDAIR Santos do Nascimento               | AS Roma Rzym           |
| 4                                | RONALDĂO – Ronaldo Rodrigues de Jesus     | Shimizu S-Pulse        |
| 5                                | Carlos CÉSAR SAMPAIO Campos               | Yokohama Flügels       |
| 6                                | ROBERTO CARLOS da Silva                   | SE Palmeiras           |
| 7                                | EDMUNDO Alves de Souza Neto               | CR Flamengo            |
| 8                                | DUNGA – Carlos Caetano Bledorn Verri      | Júbilo Iwata           |
| 9                                | TÚLIO Humberto Pereira Costa              | Botafogo FR            |
| 10                               | JUNINHO PAULISTA – Osvaldo Giroldo Junior | São Paulo FC           |
| 11                               | ZINHO – Crizam César de Oliveira Filho    | Yokohama Flügels       |
| 12                               | DANRLEI de Deus Hinterholz                | Grêmio Porto Alegre    |
| 13                               | RODRIGO José Queiroz Chagas               | Vitória Salvador       |
| 14                               | ANDRÉ Alves da Silva CRUZ                 | SSC Napoli             |
| 15                               | NARCISO Dos Santos                        | Santos FC              |
| 16                               | LEANDRO Coronas Ávila                     | CR Vasco da Gama       |
| 17                               | BETO – Joubert Araujo Martins             | Botafogo FR            |
| 18                               | LEONARDO Nascimento de Araújo             | Kashima Antlers        |
| 19                               | José IVANALDO de Souza                    | Corinthians Paulista   |
| 20                               | RONALDO Luiz Nazário de Lima              | PSV Eindhoven          |
| 21                               | SÁVIO Bortolini Pimentel                  | CR Flamengo            |
| 22                               | DIDA – Nelson de Jesús Silva              | Cruzeiro EC            |
| Trener: Mário Jorge Lobo ZAGALLO |                                           |                        |

### Chile
| Nr                                  | Zawodnik                   | Klub                      |
| ----------------------------------- | -------------------------- | ------------------------- |
| 1                                   | Marcelo Antonio Ramírez    | CSD Colo-Colo             |
| 2                                   | Gabriel Rafael Mendoza     | CSD Colo-Colo             |
| 3                                   | Eduardo Enrique Vilches    | Necaxa Aguascalientes     |
| 4                                   | Javier Luciano Margas      | CSD Colo-Colo             |
| 5                                   | Miguel Mauricio Ramírez    | CSD Colo-Colo             |
| 6                                   | Cristián Alberto Castañeda | Club Universidad de Chile |
| 7                                   | Esteban Andrés Valencia    | Club Universidad de Chile |
| 8                                   | Luis Patricio Mardones     | Club Universidad de Chile |
| 9                                   | Sebastián Rozental         | CD Universidad Católica   |
| 10                                  | José Luis Sierra           | São Paulo FC              |
| 11                                  | Ivo Alexie Basay           | Necaxa Aguascalientes     |
| 12                                  | Marco Antonio Cornez       | Everton Viña del Mar      |
| 13                                  | Clarence Williams Acuña    | CD O’Higgins              |
| 14                                  | Rodrigo Antonio Pérez      | CD O’Higgins              |
| 15                                  | Fabián Raphael Estay       | CSD Colo-Colo             |
| 16                                  | Ronald Hugo Fuentes        | Club Universidad de Chile |
| 17                                  | Nelson Rodrigo Parraguez   | CD Universidad Católica   |
| 18                                  | Pablo Manuel Galdames      | Unión Española            |
| 19                                  | Fabián Rodrigo Guevara     | Monterrey                 |
| 20                                  | Rodrigo Hernán Barrera     | CD Universidad Católica   |
| 21                                  | Rodrigo Patricio Ruiz      | Puebla                    |
| 22                                  | José Marcelo Salas         | Club Universidad de Chile |
| Trener: Xabier Francisco Azkargorta |                            |                           |

### Ekwador
| Nr                                 | Zawodnik                  | Klub                  |
| ---------------------------------- | ------------------------- | --------------------- |
| 1                                  | José Francisco Cevallos   | Barcelona SC          |
| 2                                  | Juan Helio Guamán         | LDU Quito             |
| 4                                  | Luis Enrique Capurro      | Emelec Guayaquil      |
| 3                                  | Máximo Wilson Tenorio     | Emelec Guayaquil      |
| 5                                  | Iván Jacinto Hurtado      | Emelec Guayaquil      |
| 6                                  | Nixon Aníbal Carcelén     | Deportivo Quito       |
| 7                                  | Alex Darío Aguinaga       | Necaxa Aguascalientes |
| 8                                  | Juan Carlos Garay         | LDU Quito             |
| 9                                  | Estiguar Eduardo Hurtado  | Emelec Guayaquil      |
| 10                                 | Ivo Norman Ron            | Emelec Guayaquil      |
| 11                                 | Edwin Patricio Hurtado    | LDU Quito             |
| 12                                 | Carlos Luis Morales       | CA Independiente      |
| 13                                 | Nicolás Geovanny Ascensio | Aucas Quito           |
| 14                                 | Raúl Alfredo Noriega      | Barcelona SC          |
| 15                                 | Dannes Arsenio Coronel    | Emelec Guayaquil      |
| 16                                 | Hólger Abraham Quiñónez   | Deportivo Pereira     |
| 17                                 | Energio José Díaz         | Deportivo Cuenca      |
| 18                                 | Diego Rodrigo Herrera     | LDU Quito             |
| 19                                 | Johnny León               | Green Cross Manta     |
| 20                                 | José Marco Mora           | Barcelona SC          |
| 21                                 | Héctor Jhonny Carabalí    | Barcelona SC          |
| 22                                 | Jacinto Alberto Espinoza  | Emelec Guayaquil      |
| Trener: Francisco Antonio Maturana |                           |                       |

### Kolumbia
| Nr                         | Zawodnik                    | Klub                   |
| -------------------------- | --------------------------- | ---------------------- |
| 1                          | José René Higuita           | Atlético Nacional      |
| 2                          | José Fernando Santa         | Atlético Nacional      |
| 3                          | Alexis Antonio Mendoza      | Atlético Junior        |
| 4                          | Alex Fernández              | Independiente Medellín |
| 5                          | Jorge Hernán Bermúdez       | América Cali           |
| 6                          | Herman Gaviria              | Atlético Nacional      |
| 7                          | Miguel Ángel Guerrero       | AS Bari                |
| 8                          | John Harold Lozano          | SE Palmeiras           |
| 9                          | Níver Arboleda              | Deportivo Cali         |
| 10                         | Carlos Alberto Valderrama   | Atlético Junior        |
| 11                         | Faustino Hernán Asprilla    | AC Parma               |
| 12                         | Miguel Ángel Calero         | Deportivo Cali         |
| 13                         | Wilmer Cabrera              | América Cali           |
| 14                         | Leonel de Jesús Alvarez     | América Cali           |
| 15                         | Bonner Ahmed Mosquera       | Millonarios FC         |
| 16                         | Víctor Hugo Aristizábal     | Atlético Nacional      |
| 17                         | Freddy Alberto León         | Millonarios FC         |
| 18                         | James Cardona               | América Cali           |
| 19                         | Freddy Eusebio Rincón       | SSC Napoli             |
| 20                         | Luis Manuel Quiñónez        | Once Caldas            |
| 21                         | Francisco Geovanis Cassiani | Atlético Junior        |
| 22                         | Óscar Eduardo Córdoba       | América Cali           |
| Trener: Hernán Darío Gómez |                             |                        |

### Meksyk
| Nr                         | Zawodnik                     | Klub                  |
| -------------------------- | ---------------------------- | --------------------- |
| 1                          | Óscar Pérez                  | Cruz Azul             |
| 2                          | Claudio Suárez               | UNAM Meksyk           |
| 3                          | Juan de Dios Ramírez Perales | UNAM Meksyk           |
| 4                          | Ignacio Ambríz               | Necaxa Aguascalientes |
| 5                          | Ramón Ramírez                | Chivas Guadalajara    |
| 6                          | Marcelino Bernal             | Deportivo Toluca      |
| 7                          | Carlos Hermosillo            | Cruz Azul             |
| 8                          | Alberto García Aspe          | Necaxa Aguascalientes |
| 9                          | Jorge Campos                 | UNAM Meksyk           |
| 10                         | Luis García Postigo          | Club América          |
| 11                         | Luis Roberto Alves           | Club América          |
| 12                         | Nicolás Navarro              | Necaxa Aguascalientes |
| 13                         | Manuel Vidrio                | Chivas Guadalajara    |
| 14                         | Joaquín del Olmo             | Club América          |
| 15                         | Missael Espinoza             | Chivas Guadalajara    |
| 16                         | Alberto Coyote               | Chivas Guadalajara    |
| 17                         | Benjamín Galindo             | Santos Laguna Torreón |
| 18                         | Gerardo Esquivel             | Necaxa Aguascalientes |
| 19                         | Manuel Martínez              | Chivas Guadalajara    |
| 20                         | Jorge Rodríguez              | Deportivo Toluca      |
| 21                         | Raúl Gutiérrez               | Club América          |
| 22                         | Luis Miguel Salvador         | Atlante FC            |
| Trener: Miguel Mejía Barón |                              |                       |

### Paragwaj
| Nr                      | Zawodnik                 | Klub                               |
| ----------------------- | ------------------------ | ---------------------------------- |
| 1                       | Rubén Martín Ruiz Díaz   | Monterrey                          |
| 2                       | Silvio Suárez            | Club Olimpia                       |
| 3                       | Juan Ramón Jara          | Rosario Central                    |
| 4                       | Juan Carlos Villamayor   | Cerro Porteño                      |
| 5                       | Carlos Alberto Gamarra   | Cerro Porteño                      |
| 6                       | Celso Rafael Ayala       | River Plate                        |
| 7                       | Richart Martín Báez      | Club Olimpia                       |
| 8                       | Estanislao Struway       | Cerro Porteño                      |
| 9                       | José Saturnino Cardozo   | Deportivo Toluca                   |
| 10                      | Roberto Miguel Acuña     | Boca Juniors                       |
| 11                      | Jorge Luis Campos        | Club Olimpia                       |
| 12                      | Jorge Antonio Battaglia  | Club Olimpia                       |
| 13                      | Osvaldo Antonio Peralta  | Club Guaraní                       |
| 14                      | Nery Ramón Ortiz         | Club Guaraní                       |
| 15                      | Julio César Enciso       | Cerro Porteño                      |
| 16                      | Francisco Javier Arce    | Grêmio Porto Alegre                |
| 17                      | Gustavo Angel Sotelo     | Cruzeiro EC                        |
| 18                      | Edgar Denis              | Cerro Corá Asunción                |
| 19                      | Francisco Javier Esteche | Club Olimpia                       |
| 20                      | Adriano Samaniego        | Club Olimpia                       |
| 21                      | Pedro Alcides Sarabia    | Sport Colombia Fernando de la Mora |
| 22                      | Danilo Vicente Aceval    | Cerro Porteño                      |
| Trener: Ladislao Kubala |                          |                                    |

### Peru
| Nr                               | Zawodnik                 | Klub                      |
| -------------------------------- | ------------------------ | ------------------------- |
| 1                                | Miguel Eduardo Miranda   | Deportivo Sipesa Chimbote |
| 2                                | Jorge Antonio Soto       | Club Sporting Cristal     |
| 3                                | Martín Raúl García       | Deportivo Sipesa Chimbote |
| 4                                | Percy Celso Olivares     | Tenerife Santa Cruz       |
| 5                                | Alfonso Antonio Dulanto  | Universitario Lima        |
| 6                                | José Alberto Soto        | Club Sporting Cristal     |
| 7                                | Ronald Pablo Baroni      | FC Porto                  |
| 8                                | José del Solar           | Tenerife Santa Cruz       |
| 9                                | Alberto Ramírez          | Deportivo Sipesa Chimbote |
| 10                               | Roberto Carlos Palacios  | Club Sporting Cristal     |
| 11                               | Germán Ernesto Pinillos  | Club Sporting Cristal     |
| 12                               | Héctor Martín Yupanqui   | Universitario Lima        |
| 13                               | Juan Máximo Reynoso      | Cruz Azul                 |
| 14                               | Juan Alexis Ubillús      | Universitario Lima        |
| 15                               | Nolberto Albino Solano   | Club Sporting Cristal     |
| 16                               | Julio César Rivera       | Club Sporting Cristal     |
| 17                               | Juan José Jayo           | Alianza Lima              |
| 18                               | Alex Segundo Magallanes  | Club Sporting Cristal     |
| 19                               | Luis Germán Carty        | Universitario Lima        |
| 20                               | Martín Eulogio Rodríguez | Universitario Lima        |
| 21                               | Rafael Alfredo Quesada   | Ciclista Lima             |
| 22                               | José Luis Carranza       | Universitario Lima        |
| Trener: Miguel Alejandro Company |                          |                           |

### Stany Zjednoczone
| Nr                                   | Zawodnik                    | Klub                   |
| ------------------------------------ | --------------------------- | ---------------------- |
| 1                                    | Bradley Howard Friedel      | Brøndby IF             |
| 2                                    | Michael Steven Lapper       | VfL Wolfsburg          |
| 3                                    | Gregg Berhalter             | FC Zwolle              |
| 4                                    | Michael Thomas Burns        | New England Revolution |
| 5                                    | Thomas Dooley               | Bayer 04 Leverkusen    |
| 6                                    | John Andrew Harkes          | Derby County           |
| 7                                    | Joseph Max Moore            | 1. FC Saarbrücken      |
| 8                                    | Earnest Lee Stewart         | Willem II Tilburg      |
| 9                                    | Tabaré Ramos                | Tigres UANL Monterrey  |
| 10                                   | Michael Steven Sorber       | UNAM Meksyk            |
| 11                                   | Eric Bosweel Wynalda        | VfL Bochum             |
| 12                                   | Jürgen Petersen Sommer      | Luton Town             |
| 13                                   | Cobi N'gai Jones            | Coventry City          |
| 14                                   | Fotios „Frank” Klopas       | Apollon Ateny          |
| 15                                   | Brian Boyer Bliss           | Carl Zeiss Jena        |
| 16                                   | Jovan Kirovski              | Manchester United      |
| 17                                   | Marcelo Luis Balboa         | León                   |
| 18                                   | Kasey Keller                | Millwall Londyn        |
| 19                                   | John Junior Kerr            | Millwall Londyn        |
| 20                                   | Paul David Caligiuri        | Los Angeles Salsa      |
| 21                                   | Claudio Alejandro Reyna     | Bayer 04 Leverkusen    |
| 22                                   | Panagiotis Alexandros Lalas | Padova                 |
| Trener: Mark Stephen „Steve” Sampson |                             |                        |

### Urugwaj
| Nr                   | Zawodnik                   | Klub                      |
| -------------------- | -------------------------- | ------------------------- |
| 1                    | Fernando Harry Alvez       | River Plate Montevideo    |
| 2                    | Oscar Osvaldo Aguirregaray | CA Peñarol                |
| 3                    | Eber Alejandro Moas        | América Cali              |
| 4                    | José Oscar Herrera         | Cagliari Calcio           |
| 5                    | Alvaro Gutiérrez           | Club Nacional de Football |
| 6                    | Edgardo Alberto Adinolfi   | River Plate Montevideo    |
| 7                    | Marcelo Otero              | CA Peñarol                |
| 8                    | Pablo Javier Bengoechea    | CA Peñarol                |
| 9                    | Daniel Fonseca             | AS Roma                   |
| 10                   | Enzo Francescoli           | River Plate               |
| 11                   | Gustavo Augusto Poyet      | Real Saragossa            |
| 12                   | Jorge Claudio Arbiza       | Olimpia Asuncion          |
| 13                   | Ruben Fernando Da Silva    | Boca Juniors              |
| 14                   | Gustavo Emilio Méndez      | Club Nacional de Football |
| 15                   | Marcelo Saralegui          | Racing Club de Avellaneda |
| 16                   | Luis Diego López           | River Plate Montevideo    |
| 17                   | Sergio Daniel Martínez     | Boca Juniors              |
| 18                   | Tabaré Abayubá Silva       | Defensor Sporting         |
| 19                   | Nelson Javier Abeijón      | Club Nacional de Football |
| 20                   | Ruben Sosa                 | Inter Mediolan            |
| 21                   | Diego Martín Dorta         | CA Peñarol                |
| 22                   | Oscar Julio Ferro          | CA Peñarol                |
| Trener: Héctor Núñez |                            |                           |

### Wenezuela
| Nr                     | Zawodnik                   | Klub                   |
| ---------------------- | -------------------------- | ---------------------- |
| 1                      | Rafael Edgar Dudamel       | Atlético El Vigía      |
| 2                      | Héctor Enrique Rivas       | Marítimo Caracas       |
| 3                      | Elvis Alfonso Martínez     | Caracas                |
| 4                      | Marcos Mathías             | Trujillanos Valera     |
| 5                      | Sergio Alejandro Hernández | UAT San Cristóbal      |
| 6                      | Edson Argenis Tortolero    | Minervén Puerto Ordaz  |
| 7                      | Leonardo Alberto González  | Trujillanos Valera     |
| 8                      | Gerson Diomar Díaz         | Caracas                |
| 9                      | José Luis Dolguetta        | UAT San Cristóbal      |
| 10                     | Gabriel Antonio Miranda    | Caracas                |
| 11                     | Juan Enrique García        | Minervén Puerto Ordaz  |
| 12                     | Félix José Golindano       | Trujillanos Valera     |
| 13                     | Luis Manuel Filosa         | Mineros Guayana        |
| 14                     | William González           | Mineros Guayana        |
| 15                     | Alexander Hezzel           | Caracas                |
| 16                     | Diony José Guerra          | Minervén Puerto Ordaz  |
| 17                     | Edson José Rodríguez       | Marítimo Caracas       |
| 18                     | Jesús Angel Valbuena       | Trujillanos Valera     |
| 19                     | Carlos José García         | Minervén Puerto Ordaz  |
| 20                     | Wilson Arcangel Chacón     | UAT San Cristóbal      |
| 21                     | Stalin José Rivas          | Caracas                |
| 22                     | Gilberto José Angelucci    | San Lorenzo de Almagro |
| Trener: Rafael Santana |                            |                        |

## Mecze

### Grupa A

#### Urugwaj–Wenezuela
| URUGWAJ – WENEZUELA 4:1 (2:0) |
| --- |
| 5 lipca 1995, Montevideo, Estadio Centenario (widzów 32 000) |
| Sędzia: Salvador Imperator ( Omar Sanhueza, Bommer Fierro) |
| URUGWAJ: Alvez – Herrera, Moas, Aguirregaray (71 López), Silva – Bengoechea (75 Sosa), Gutiérrez, Poyet, Francescoli (84 Dorta) – Fonseca, Otero                |
| WENEZUELA: Dudamel – Hezzel (77 H.Rivas), Tortolero, C.García, Martínez (27 L.González) – Díaz, Hernández, Valbuena, Miranda (85 J.García) – S.Rivas, Dolguetta |
| Bramki: 1:0 Fonseca 14, 2:0 Otero 25g, 2:1 Dolguetta 53, 3:1 Francescoli 75k, 4:1 Poyet 84g                                                                     |
| Czerwone kartki: – / S.Rivas 56 |

#### Paragwaj–Meksyk
| PARAGWAJ – MEKSYK 2:1 (0:1) |
| --- |
| 6 lipca 1995, Montevideo, Estadio Centenario (widzów 5000)                                                                                         |
| Sędzia: Alfredo Rodas ( Paulo Alves, Daniel Wilson)                                                                                                |
| PARAGWAJ: Ruiz Díaz – Villamayor, Ayala, Gamarra, Jara – Arce, Acuña, Struway, Denis (54 Campos) – Cardozo (81 Sotelo), Samaniego                  |
| MEKSYK: Campos – Rodríguez, Suárez, J.Ramírez, Del Olmo – Ambriz, Bernal, García Aspe (79 Martínez), Coyote – García Postigo, Alves (70 R.Ramírez) |
| Bramki: 0:1 García Postigo 44, 1:1 Cardozo 63, 2:1 Samaniego 73                                                                                    |

#### Urugwaj–Paragwaj
| URUGWAJ – PARAGWAJ 1:0 (1:0) |
| --- |
| 9 lipca 1995, Montevideo, Estadio Centenario (widzów 40 000)                                                                                 |
| Sędzia: Márcio Rezende ( Paulo Alves, Daniel Wilson)                                                                                         |
| URUGWAJ: Alvez – Méndez, Herrera, Moas, Silva – Dorta, Gutiérrez, Poyet, Francescoli (76 Saralegui) – Fonseca (71 Martínez), Otero (45 Sosa) |
| PARAGWAJ: Ruiz Díaz – Villamayor, Ayala, Gamarra, Suárez – Baéz (45 Ortiz), Struway (45 Samaniego), Acuña, Arce – Campos, Cardozo (71 Denis) |
| Bramki: 1:0 Francescoli 13 |
| Żółte kartki: Moas, Francescoli, Fonseca / Arce, Struway                                                                                     |

#### Meksyk–Wenezuela
| MEKSYK – WENEZUELA 3:1 (1:0) |
| --- |
| 9 lipca 1995, Maldonado, Estadio Campus Municipal (widzów 700) |
| Sędzia: Raúl Domínguez ( Omar Sanhueza, Bommer Fierro) |
| MEKSYK: Campos – Rodríguez, Suárez, Vidrio, R.Ramírez – Bernal, Galindo, Espinoza, García Aspe (62 Coyote) – García Postigo, Alves (26 Hermosillo)                |
| WENEZUELA: Angelucci – C.García, Tortolero, Valbuena (55 H.Rivas), Rodríguez – Chacón (70 Filosa), Hernández, Díaz, Miranda (73 L.González) – J.García, Dolguetta |
| Bramki: 1:0 García Postigo 41k, 2:0 García Postigo 57k, 2:1 Campos 65s, 3:1 Espinoza 76                                                                           |
| Żółte kartki: Vidrio, Galindo / Miranda, Valbuena, Tortolero |
| Czerwone kartki: – / Tortolero 69, L.González 89 |

#### Paragwaj–Wenezuela
| PARAGWAJ – WENEZUELA 3:2 (1:1) |
| --- |
| 12 lipca 1995, Maldonado, Estadio Campus Municipal (widzów 2000)                                                                                              |
| Sędzia: Oscar Julián Ruiz ( Daniel Wilson, Omar Sanhueza) |
| PARAGWAJ: Battaglia – Villamayor, Ayala, Gamarra, Jara – Struway, Arce, Acuña, Báez (85 Samaniego) – Campos, Cardozo (45 Esteche)                             |
| WENEZUELA: Angelucci – Martínez, H.Rivas, C.García, W.González – Hernández (85 Guerra), Díaz (85 Chacón), Mathías (80 Valbuena), Miranda – S.Rivas, Dolguetta |
| Bramki: 0:1 Miranda 13, 1:1 Cardozo 35, 2:1 Villamayor 64, 2:2 Dolguetta 68, 3:2 Gamarra 83                                                                   |
| Żółte kartki: Báez, Esteche / Hernández, Díaz, Guerra |

#### Urugwaj–Meksyk
| URUGWAJ – MEKSYK 1:1 (0:0) |
| --- |
| 13 lipca 1995, Montevideo, Estadio Centenario (widzów 10 000)                                                                                         |
| Sędzia: Javier Castrilli ( Paulo Alves, Bommer Fierro)                                                                                                |
| URUGWAJ: Alvez – Méndez, Herrera, Moas, Adinolfi – Saralegui, Dorta, Bengoechea (66 Abeijón), Da Silva – Martínez, Sosa (66 Otero)                    |
| MEKSYK: Campos – Rodríguez, Suárez, Vidrio, Gutiérrez – R.Ramírez (45 Del Olmo), Coyote, Bernal, García Aspe – Espinoza, García Postigo (87 Salvador) |
| Bramki: 0:1 García Postigo 67, 1:1 Saralegui 79 |
| Żółte kartki: Moas / Espinoza, Campos, García Aspe |
| Uwagi: mecz przeniesiono z 12 lipca na 13 z powodu ulewnego deszczu                                                                                   |

### Grupa B

#### Kolumbia–Peru
| KOLUMBIA – PERU 1:1 (0:0) |
| --- |
| 7 lipca 1995, Rivera, Estadio Atilio Paiva Olivera (widzów 5000)                                                                                            |
| Sędzia: Ernesto Filippi ( Héctor Bonora, Humberto Aliaga)                                                                                                   |
| KOLUMBIA: Higuita – Cabrera, Bermúdez, Mendoza, Santa – Alvarez, Gaviria (83 Quiñónez), Rincón, Valderrama – Aristizábal, Asprilla                          |
| PERU: Miranda – Jorge Soto, Dulanto, José Soto, Ubillús (73 Olivares) – Carranza, del Solar, Rodríguez (45 Pinillos), Palacios – Baroni, Ramírez (45 Carty) |
| Bramki: 1:0 Asprilla 68, 1:1 Palacios 80 |

#### Brazylia–Ekwador
| BRAZYLIA – EKWADOR 1:0 (0:0) |
| --- |
| 7 lipca 1995, Rivera, Estadio Atilio Paiva Olivera (widzów 10 000)                                                                                       |
| Sędzia: Javier Castrilli ( Ernesto Taibi, Luis Mereles)                                                                                                  |
| BRAZYLIA: Dida – Jorginho, Aldair, Ronaldão, Roberto Carlos – Dunga, César Sampaio (17 Leandro), Zinho, Juninho – Edmundo (85 Ronaldo), Túlio (67 Sávio) |
| EKWADOR: Morales – Guamán, Tenorio, I.Hurtado, Capurro – Carabalí, Quiñónez, Mora (77 Ascencio), Aguinaga – Díaz (62 P.Hurtado), E.Hurtado               |
| Bramki: 1:0 Ronaldão 73g |
| Uwaga: bramkarz Ekwadoru Morales obronił rzut karny egzekwowany przez Edmundo                                                                            |

#### Kolumbia–Ekwador
| KOLUMBIA – EKWADOR 1:0 (1:0) |
| --- |
| 10 lipca 1995, Rivera, Estadio Atilio Paiva Olivera (widzów 8000)                                                                                         |
| Sędzia: Pablo Peña ( Humberto Aliaga, Héctor Bonora) |
| KOLUMBIA: Higuita – Cabrera, Bermúdez, Mendoza, Santa – Gaviria, Alvarez, Rincón, Valderrama – Aristizábal (71 Quiñónez), Asprilla (83 Guerrero)          |
| EKWADOR: Morales – Coronel, I.Hurtado, Tenorio, Capurro – Carabalí (71 Mora), Quiñónez, Herrera (45 Garay), Aguinaga – P.Hurtado (71 Ascencio), E.Hurtado |
| Bramki: 1:0 Rincón 44 |
| Żółte kartki: Rincón, Gaviria / Carabalí |

#### Brazylia–Peru
| BRAZYLIA – PERU 2:0 (0:0) |
| --- |
| 10 lipca 1995, Rivera, Estadio Atilio Paiva Olivera (widzów 8000)                                                                                          |
| Sędzia: Félix Benegas ( Luis Mereles, Ernesto Taibi) |
| BRAZYLIA: Dida – Jorginho, Aldair, Ronaldão, Roberto Carlos – César Sampaio, Dunga, Zinho, Juninho – Edmundo, Sávio                                        |
| PERU: Miranda – Carranza, José Soto, Dulanto, Olivares – Pinillos (84 Ramírez), Rodríguez (45 Rivera), del Solar, Palacios – Baroni, Carty (45 Jorge Soto) |
| Bramki: 1:0 Zinho 77k, 2:0 Edmundo 82 |
| Żółte kartki: – / Miranda, Carranza, Rodríguez |

#### Ekwador–Peru
| EKWADOR – PERU 2:1 (0:0) |
| --- |
| 13 lipca 1995, Rivera, Estadio Atilio Paiva Olivera (widzów 10 000)                                                                            |
| Sędzia: Eduardo Dluzniewski ( Ernesto Taibi, Luis Mereles)                                                                                     |
| EKWADOR: Morales – Guamán, Tenorio, I.Hurtado, Capurro – Garay (83 Noriega), Quiñónez (45 Mora), Carcelén, Aguinaga – Díaz (67 Ron), E.Hurtado |
| PERU: Miranda – Rivera, Dulanto, José Soto, Olivares – Carranza, del Solar, Palacios, Solano (45 Rodríguez) – Ramírez (45 Carty), Baroni       |
| Bramki: 1:0 Díaz 61g, 2:0 Mora 75, 2:1 I.Hurtado 82s                                                                                           |
| Żółte kartki: Quiñónez, Garay / Carranza |
| Czerwone kartki: Carcelén 66 / – |

#### Brazylia–Kolumbia
| BRAZYLIA – KOLUMBIA 3:0 (1:0) |
| --- |
| 13 lipca 1995, Rivera, Estadio Atilio Paiva Olivera (widzów 10 000)                                                                        |
| Sędzia: Ernesto Filippi ( Héctor Bonora, Humberto Aliaga)                                                                                  |
| BRAZYLIA: Taffarel – Jorginho, Aldair, André Cruz, Roberto Carlos – Dunga, César Sampaio, Leonardo, Juninho – Edmundo (74 Túlio), Sávio    |
| KOLUMBIA: Higuita – Cabrera, Bermúdez, Mendoza, Santa – Alvarez, Gaviria (45 Lozano), Rincón, Valderrama – Asprilla, Aristizábal (45 León) |
| Bramki: 1:0 Leonardo 30, 2:0 Túlio 76, 3:0 Higuita 85s                                                                                     |
| Żółte kartki: Dunga / Gaviria, Asprilla, Alvarez                                                                                           |

### Grupa C

#### Stany Zjednoczone–Chile
| STANY ZJEDNOCZONE – CHILE 2:1 (2:0) |
| --- |
| 8 lipca 1995, Paysandú, Estadio General Artigas (widzów 16 000)                                                                                               |
| Sędzia: Alberto Tejada ( Yuri Pineda, Jorge Cambeiro) |
| STANY ZJEDNOCZONE: Keller – Balboa, Burns, Lalas, Caligiuri – Stewart, Sorber (77 Jones), Dooley, Harkes – Wynalda (45 Moore), Reyna (45 Ramos)               |
| CHILE: Marcelo Ramírez – Vilches, Mendoza, Margas, Miguel Ramírez – Guevara, Parraguez, Valencia (77 Barrera), Estay (45 Sierra) – Basay, Salas (45 Rozental) |
| Bramki: 1:0 Wynalda 14, 2:0 Wynalda 20w, 2:1 Rozental 63 |
| Żółte kartki: Stewart / Guevara, Parraguez, Rozental |

#### Argentyna–Boliwia
| ARGENTYNA – BOLIWIA 2:1 (0:0) |
| --- |
| 8 lipca 1995, Paysandú, Estadio General Artigas (widzów 20 000)                                                                                     |
| Sędzia: Eduardo Dluzniewski ( Daniel Lambach, Adrián Gómez)                                                                                         |
| ARGENTYNA: Cristante – Zanetti, Ayala, Cáceres, Chamot – Simeone, Pérez (45 Astrada), Borrelli, Gallardo (45 Ortega) – Balbo (82 Acosta), Batistuta |
| BOLIWIA: Trucco – Quinteros, Rimba, Sandy – Borja, J.Peńa, Melgar, Cristaldo, Baldivieso, Etcheverry – Mercado (65 Angola)                          |
| Bramki: 1:0 Batistuta 70, 1:1 Angola 75, 2:1 Balbo 81g                                                                                              |
| Żółte kartki: Ayala, Gallardo, Batistuta / – |

#### Boliwia–Stany Zjednoczone
| BOLIWIA – STANY ZJEDNOCZONE 1:0 (1:0) |
| --- |
| 11 lipca 1995, Paysandú, Estadio General Artigas (widzów 16 000)                                                                                  |
| Sędzia: Paolo Borgosano ( Adrián Gómez, Daniel Lambach)                                                                                           |
| BOLIWIA: Trucco – J.Peña, Sandy, Rimba – Borja, Baldivieso (71 Sánchez), Melgar, Cristaldo, Suárez (45 Angola), Etcheverry – Mercado (56 Ramos)   |
| STANY ZJEDNOCZONE: Friedel – Burns (76 Ramos), Balboa, Lalas, Caligiuri – Stewart, Dooley, Sorber (29 Jones), Harkes – Klopas (70 Reyna), Wynalda |
| Bramki: 1:0 Etcheverry 23 |
| Żółte kartki: Rimba, Sandy, Etcheverry / Balboa, Dooley                                                                                           |

#### Argentyna–Chile
| ARGENTYNA – CHILE 4:0 (2:0) |
| --- |
| 11 lipca 1995, Paysandú, Estadio General Artigas (widzów 16 000)                                                                                             |
| Sędzia: Arturo Brizio Carter ( Jorge Cambeiro, Yuri Pineda)                                                                                                  |
| ARGENTYNA: Cristante – Zanetti, Ayala (59 Fabbri), Cáceres, Chamot (45 Altamirano) – Borrelli, Astrada (59 Pérez), Simeone, Ortega – Balbo, Batistuta        |
| CHILE: Marcelo Ramírez – Mendoza, Miguel Ramírez, Vilches, Pérez – Valencia, Mardones, Parraguez, Estay (60 Galdames) – Basay (78 Salas), Ruiz (45 Rozental) |
| Bramki: 1:0 Batistuta 1, 2:0 Simeone 6, 3:0 Batistuta 51, 4:0 Balbo 54                                                                                       |
| Żółte kartki: Ayala, Borrelli / Parraguez, Marcelo Ramírez                                                                                                   |

#### Boliwia–Chile
| BOLIWIA – CHILE 2:2 (0:0) |
| --- |
| 14 lipca 1995, Paysandú, Estadio General Artigas (widzów 11 000)                                                                                              |
| Sędzia: Alberto Tejada ( Jorge Cambeiro, Yuri Pineda) |
| BOLIWIA: Trucco – J.Peña, Rimba, Sandy – Borja, Sánchez (69 Ramos), Melgar, Cristaldo, Baldivieso – Angola (69 Mercado), Etcheverry                           |
| CHILE: Marcelo Ramírez – Miguel Ramírez, Vilches, Margas, Pérez (45 Salas) – Mendoza, Parraguez, Acuña (34 Valencia), Galdames – Basay, Rozental (80 Barrera) |
| Bramki: 0:1 Basay 55, 0:2 Basay 61, 1:2 Mercado 78, 2:2 Ramos 87                                                                                              |
| Żółte kartki: Sánchez, Angola, J.Peña / Rozental, Mendoza, Miguel Ramírez                                                                                     |

#### Stany Zjednoczone–Argentyna
| STANY ZJEDNOCZONE – ARGENTYNA 3:0 (2:0) |
| --- |
| 14 lipca 1995, Paysandú, Estadio General Artigas (widzów 8000)                                                                                      |
| Sędzia: Márcio Rezende ( Daniel Lambach, Adrián Gómez)                                                                                              |
| STANY ZJEDNOCZONE: Keller – Lalas, Balboa (15 Burns), Caligiuri – Jones, Stewart, Dooley, Harkes, Klopas (45 Ramos) – Moore, Wynalda                |
| ARGENTYNA: Bossio – Altamirano, Ayala, Fabbri, Schurrer – Escudero (45 Simeone), Pérez, Espina (45 Ortega), Gallardo – Acosta (65 Balbo), Batistuta |
| Bramki: 1:0 Klopas 20, 2:0 Lalas 31, 3:0 Wynalda 58                                                                                                 |
| Żółte kartki: Klopas, Lalas, Harkes, Jones / Schurrer, Ayala, Altamirano, Gallardo, Pérez                                                           |

### Ćwierćfinały

#### Kolumbia–Paragwaj
| KOLUMBIA – PARAGWAJ 1:1 (0:1), karne 5:4 |
| --- |
| 16 lipca 1995, Montevideo, Estadio Centenario (widzów 25 000)                                                                                           |
| Sędzia: Salvador Imperatore ( Ernesto Taibi, Adrián Gómez)                                                                                              |
| KOLUMBIA: Higuita – Cabrera, Bermúdez, Mendoza, Santa – Gaviria (45 Lozano), Alvarez, Rincón, Valderrama – Aristizábal (45 Arboleda), Asprilla          |
| PARAGWAJ: Battaglia – Villamayor, Ayala, Gamarra, Jara – Struway, Arce, Acuña, Samaniego – Báez (71 Denis), Campos                                      |
| Bramki: 0:1 Villamayor 26, 1:1 Rincón 53 |
| Karne: 1:0 Rincón, 1:1 Jara, 2:1 Mendoza, 2:2 Acuña, 3:2 Arboleda, 3:3 Samaniego, 4:3 Cabrera, 4:4 Denis, 5:4 Asprilla, (5:4) Gamarra (obronił Higuita) |
| Żółte kartki: Alvarez, Asprilla / Ayala, Báez, Arce |

#### Urugwaj–Boliwia
| URUGWAJ – BOLIWIA 2:1 (2:0) |
| --- |
| 16 lipca 1995, Montevideo, Estadio Centenario (widzów 45 000)                                                                                  |
| Sędzia: Alfredo Rodas ( Paulo Alves, Yuri Pineda)                                                                                              |
| URUGWAJ: Alvez – Méndez, Herrera, Moas, Silva – Dorta, Gutiérrez, Poyet (66 Saralegui), Francescoli – Fonseca (34 Sosa), Otero (71 Abeijón)    |
| BOLIWIA: Trucco – Rimba, Sánchez (88 Angola), Sandy, Cristaldo – Borja (56 Ruiz), J.Peña, Melgar, Baldivieso, Etcheverry – Mercado (45 A.Peña) |
| Bramki: 1:0 Otero 1, 2:0 Fonseca 30, 2:1 Sánchez 71                                                                                            |
| Żółte kartki: Herrera / A.Peña, Rimba, Ruiz |

#### Stany Zjednoczone–Meksyk
| STANY ZJEDNOCZONE – MEKSYK 0:0, karne 4:1 |
| --- |
| 17 lipca 1995, Paysandú, Estadio General Artigas (widzów 6500) |
| Sędzia: Oscar Julián Ruiz ( Bommer Fierro, Daniel Lambach) |
| STANY ZJEDNOCZONE: Friedel – Burns, Harkes, Lalas, Caligiuri – Stewart (73 Klopas), Dooley, Jones (87 Ramos), Reyna (73 Sorber) – Moore, Wynalda                    |
| MEKSYK: Campos – Rodríguez, Suárez, Vidrio, Gutiérrez – R.Ramírez (73 Hermosillo), Coyote, Bernal (80 Ambriz), García Aspe – Espinoza (73 Martínez), García Postigo |
| Karne: 1:0 Wynalda, 1:1 García Postigo, 2:1 Moore, (2:1) Hermosillo (obronił Friedel), 3:1 Caligiuri, (3:1) Coyote (obronił Friedel), 4:1 Klopas                    |
| Czerwone kartki: – / García Aspe 88 |

#### Brazylia–Argentyna
| BRAZYLIA – ARGENTYNA 2:2 (1:2), karne 4:2 |
| --- |
| 17 lipca 1995, Rivera, Estadio Atilio Paiva Olivera (widzów 24 000) |
| Sędzia: Alberto Tejada ( Daniel Wilson, Humberto Aliaga) |
| BRAZYLIA: Taffarel – Jorginho, Aldair, André Cruz, Roberto Carlos – Dunga, César Sampaio, Juninho, Leonardo (60 Túlio) – Edmundo, Sávio                                                      |
| ARGENTYNA: Cristante – Zanetti, Fabbri, Cáceres, Chamot – Simeone, Astrada, Borrelli, Ortega (45 Pérez) – Balbo (76 Acosta), Batistuta (60 Ayala)                                            |
| Bramki: 0:1 Balbo 2, 1:1 Edmundo 9, 1:2 Batistuta 29, 2:2 Túlio 81 |
| Karne: 1:0 Roberto Carlos, 1:1 Pérez, 2:1 Túlio, 2:2 Acosta, (2:2) André Cruz (obronił Cristante), (2:2) Simeone (obronił Taffarel), 3:2 Dunga, (3:2) Fabbri (obronił Taffarel), 4:2 Edmundo |
| Czerwone kartki: César Sampaio 85 / Astrada 45 |

### Półfinały

#### Urugwaj–Kolumbia
| URUGWAJ – KOLUMBIA 2:0 (0:0) |
| --- |
| 19 lipca 1995, Montevideo, Estadio Centenario (widzów 20 000)                                                                                    |
| Sędzia: Félix Benegas ( Ernesto Taibi, Bommer Fierro)                                                                                            |
| URUGWAJ: Alvez – Méndez, Herrera, Moas, Silva – Dorta, Gutiérrez, Adinolfi (79 Abeijón), Poyet (84 Saralegui) – Francescoli (75 Martínez), Otero |
| KOLUMBIA: Higuita – Cabrera, Bermúdez, Mendoza, Santa (74 Cardona) – Alvarez, Lozano, Rincón, Valderrama – Arboleda (71 León), Asprilla          |
| Bramki: 1:0 Adinolfi 51, 2:0 Otero 70 |

#### Brazylia–Stany Zjednoczone
| BRAZYLIA – STANY ZJEDNOCZONE 1:0 (1:0) |
| --- |
| 20 lipca 1995, Maldonado, Estadio Campus Municipal (widzów 8000)                                                                               |
| Sędzia: Alfredo Rodas ( Yuri Pineda, Adrián Gómez)                                                                                             |
| BRAZYLIA: Taffarel – Jorginho, Aldair, André Cruz, Roberto Carlos – Dunga, César Sampaio, Leonardo, Zinho, Juninho – Edmundo, Sávio (75 Túlio) |
| STANY ZJEDNOCZONE: Friedel – Burns, Caligiuri, Lalas – Jones (68 Klopas), Ramos, Dooley, Harkes, Stewart – Moore, Wynalda (77 Sorber)          |
| Bramki: 1:0 Aldair 13g |

### O trzecie miejsce

#### Kolumbia–Stany Zjednoczone
| KOLUMBIA – STANY ZJEDNOCZONE 4:1 (2:0) |
| --- |
| 22 lipca 1995, Maldonado, Estadio Campus Municipal (widzów 2500)                                                                               |
| Sędzia: Salvador Imperatore ( Ernesto Taibi, Yuri Pineda)                                                                                      |
| KOLUMBIA: Higuita – Cabrera, Bermúdez, Mendoza, Cardona – Alvarez, Lozano, Rincón, Valderrama – Quiñónez, Asprilla                             |
| STANY ZJEDNOCZONE: Keller – Burns (63 Jones), Lapper, Lalas, Caligiuri – Stewart, Klopas, Reyna, Sorber (37 Ramos) – Kirovski (45 Kerr), Moore |
| Bramki: 1:0 Quiñónez 30, 2:0 Valderrama 38, 3:0 Asprilla 50, 3:1 Moore 52k, 4:1 Rincón 76                                                      |
| Żółte kartki: Cardona, Alvarez, Asprilla / Lapper, Keller, Stewart                                                                             |

### Finał

#### Urugwaj–Brazylia
| URUGWAJ – BRAZYLIA 1:1 (0:1), karne 5:3 |
| --- |
| 23 lipca 1995, Montevideo, Estadio Centenario (widzów 60 000)                                                                                           |
| Sędzia: Arturo Brizio Carter ( Bommer Fierro, Adrián Gómez)                                                                                             |
| URUGWAJ: Alvez – Méndez, Herrera, Moas, Silva (35 Adinolfi) – Dorta (45 Bengoechea), Gutiérrez, Poyet, Francescoli – Fonseca (45 Martínez), Otero       |
| BRAZYLIA: Taffarel – Jorginho, Aldair, André Cruz, Roberto Carlos – Dunga, César Sampaio, Juninho (69 Beto), Zinho, – Edmundo, Túlio                    |
| Bramki: 0:1 Túlio 30, 1:1 Bengoechea 51 |
| Karne: 1:0 Francescoli, 1:1 Roberto Carlos, 2:1 Bengoechea, 2:2 Zinho, 3:2 Herrera, (3:2) Túlio (obronił Alvez), 4:2 Gutiérrez, 4:3 Dunga, 5:3 Martínez |
| Żółte kartki: Herrera, Poyet, Méndez / Roberto Carlos, Zinho, Juninho, Dunga                                                                            |

## Podsumowanie

### Grupa A
| 5 lipca |  | Urugwaj | 4 | - | 1 (2-0) | Wenezuela |

| 6 lipca |  | Paragwaj | 2 | - | 1 (0-1) | Meksyk   |
| 9 lipca |  | Urugwaj  | 1 | - | 0 (1-0) | Paragwaj |

| 9 lipca |  | Meksyk | 3 | - | 1 (1-0) | Wenezuela |

| 12 lipca |  | Paragwaj | 3 | - | 2 (1-1) | Wenezuela |
| 13 lipca |  | Urugwaj  | 1 | - | 1 (1-0) | Meksyk    |

Mecz Urugwaj – Meksyk przeniesiono z 12 na 13 lipca z powodu złych warunków atmosferycznych (deszcz)

#### Tabela końcowa
Grupa A
| M | Reprezentacja | L.m. | Zw. | Rem. | Por. | Bramki | R.br. | Pkt |
| 1 | Urugwaj       | 3    | 2   | 1    | 0    | 6:2    | +4    | 7   |
| 2 | Paragwaj      | 3    | 2   | 0    | 1    | 5:4    | +1    | 6   |
| 3 | Meksyk        | 3    | 1   | 1    | 1    | 5:4    | +1    | 4   |
| 4 | Wenezuela     | 3    | 0   | 0    | 3    | 4:10   | -6    | 0   |

### Grupa B
| 7 lipca |  | Kolumbia | 1 | - | 1 (0-0) | Peru |

| 7 lipca |  | Brazylia | 1 | - | 0 (0-0) | Ekwador |

| 10 lipca |  | Kolumbia | 1 | - | 0 (1-0) | Ekwador |

| 10 lipca |  | Brazylia | 2 | - | 0 (0-0) | Peru |

| 13 lipca |  | Ekwador | 2 | - | 1 (0-0) | Peru |

| 13 lipca |  | Brazylia | 3 | - | 0 (1-0) | Kolumbia |

#### Tabela końcowa
Grupa B
| M | Reprezentacja | L.m. | Zw. | Rem. | Por. | Bramki | R.br. | Pkt |
| 1 | Brazylia      | 3    | 3   | 0    | 0    | 6:0    | +6    | 9   |
| 2 | Kolumbia      | 3    | 1   | 1    | 1    | 2:4    | -2    | 4   |
| 3 | Ekwador       | 3    | 1   | 0    | 2    | 2:3    | -1    | 3   |
| 4 | Peru          | 3    | 0   | 1    | 2    | 2:5    | -3    | 1   |

### Grupa C
| 8 lipca |  | Stany Zjednoczone | 2 | - | 1 (2-0) | Chile |

| 8 lipca  |  | Argentyna | 2 | - | 1 (0-0) | Boliwia           |
| 11 lipca |  | Boliwia   | 1 | - | 0 (1-0) | Stany Zjednoczone |

| 11 lipca |  | Argentyna | 4 | - | 0 (2-0) | Chile |

| 14 lipca |  | Chile | 2 | - | 2 (0-0) | Boliwia |

| 14 lipca |  | Stany Zjednoczone | 3 | - | 0 (2-0) | Argentyna |

#### Tabela końcowa
Grupa C
| M | Reprezentacja     | L.m. | Zw. | Rem. | Por. | Bramki | R.br. | Pkt |
| 1 | Stany Zjednoczone | 3    | 2   | 0    | 1    | 5:2    | +3    | 6   |
| 2 | Argentyna         | 3    | 2   | 0    | 1    | 6:4    | +2    | 6   |
| 3 | Boliwia           | 3    | 1   | 1    | 1    | 4:4    | 0     | 4   |
| 4 | Chile             | 3    | 0   | 1    | 2    | 3:8    | -5    | 1   |

### Mała tabela (zespoły, które zajęły trzecie miejsce w grupach)
| M | Reprezentacja | L.m. | Zw. | Rem. | Por. | Bramki | R.br. | Pkt |
| 1 | Meksyk        | 3    | 1   | 1    | 1    | 5:4    | +1    | 4   |
| 2 | Boliwia       | 3    | 1   | 1    | 1    | 4:4    | 0     | 4   |
| 3 | Ekwador       | 3    | 1   | 0    | 2    | 2:3    | -1    | 3   |

### Ćwierćfinały
| 16 lipca |  | Kolumbia | 1 | - | 1 (0-1), karne: 5:4 | Paragwaj |

| 16 lipca |  | Urugwaj | 2 | - | 1 (2-0) | Boliwia |

| 17 lipca |  | Stany Zjednoczone | 0 | - | 0, karne: 4:1 | Meksyk |

| 17 lipca |  | Brazylia | 2 | - | 2 (1-2), karne: 4:2 | Argentyna |

### Półfinały
| 19 lipca |  | Urugwaj | 2 | - | 0 (0-0) | Kolumbia |

| 20 lipca |  | Brazylia | 1 | - | 0 (1-0) | Stany Zjednoczone |

### O trzecie miejsce
| 22 lipca |  | Kolumbia | 4 | - | 1 (2-0) | Stany Zjednoczone |

### Finał
| 23 lipca |  | Urugwaj | 1 | - | 1 (0-1), karne: 5:3 | Brazylia |

Trzydziestym siódmym triumfatorem turnieju Copa América został po raz czternasty zespół Urugwaju.

### Strzelcy bramek
| Gole   | Piłkarze |
| ------ | --- |
| 4      | Batistuta García |
| 3      | Balbo Tulio Rincón Otero Wynalda |
| 2      | Edmundo Basay Asprilla Cardozo, Villamayor Fonseca, Francéscoli Dolguetta |
| 1      | Simeone Angola, Etcheverry, Mercado, Ramos, Sánchez Aldair, Leonardo, Ronaldăo, Zinho Rozental Díaz, Mora Quińónez, Valderrama Espinoza Gamarra, Samaniego Palacios Adinolfi, Bengoechea, Poyet, Saralegui Klopas, Lalas, Moore Miranda |
| samob. | I.Hurtado (dla Peru) Higuita (dla Brazylii) Campos (dla Wenezueli) |

### Sędziowie
| Mecze | Sędziowie |
| ----- | --- |
| 3     | Salvador Imperatore Alfredo Rodas Alberto Tejada                                                                          |
| 2     | Javier Castrilli Márcio Rezende Oscar Julián Ruiz Arturo Brizio Carter Félix Benegas Eduardo Dluzniewski, Ernesto Filippi |
| 1     | Pablo Peña Raúl Domínguez                                                                                                 |